# Violet
Violet este una dintre culorile din spectrul vizibil ochiul uman, clasificată ca o „culoare rece”. Este una dintre cele șapte culori pe care Isaac Newton a etichetat-o când a împărțit spectrul luminii vizibile în 1672. Lumina violetă are o lungime de undă între aproximativ 380 și 450 nanometri. Numele culorii derivă de la floarea cu același nume.
În modelul de culori RGB utilizat în ecranele de calculator și televiziune, violetul este produs prin amestecarea luminii roșii și albastre. În modelul de culori RYB folosit de pictori, violetul se obține printr-o combinație de pigmenți roșu și albastru și este situat între albastru și violet pe cercul cromatic.
Violetul este strâns asociat cu purpuriul. În optică, violetul este o culoare spectrală iar purpuriul este culoarea diferitelor combinații de lumină roșie și albastră (sau violet), unii oameni percepând-o ca similar cu violetul. În utilizarea obișnuită, ambele se referă la culorile dintre albastru și roșu, violetul fiind mai aproape de albastru și purpuriul mai aproape de roșu. În mod similar, în cercul cromatic tradițional al pictorilor, atât violetul cât și purpuriul sunt așezate între albastru și roșu, violetul fiind mai aproape de albastru.
Violetul și purpuriul au o lungă istorie de asociere cu regalitatea, inițial pentru că colorantul purpuriu de Tir era extrem de scump în antichitate. Împărații Romei au purtat togă de culoare purpurie, la fel ca și împărații bizantini. În pictura chineză, culoarea violet reprezintă „unitatea care transcende dualitatea Yin și yang” și „armonia finală a universului”. În hinduism și budism violetul este asociat chakra coroanei. Conform sondajelor din Europa și Statele Unite, violetul este culoarea pe care oamenii o asociază cel mai adesea cu extravaganța și individualismul, neconvenționalul, artificialul și ambiguitatea.

## Istorie și artă

### Preistorie și antichitate
Violetul este una dintre cele mai vechi culori folosite de om. Urme de violet foarte întunecat, realizat prin măcinarea mineralului de mangan, amestecat cu apă sau grăsime animală și apoi întins pe peretele peșterii sau aplicat cu degetele, se găsesc în arta rupestră preistorică din Pech Merle, în Franța, care datează de aproximativ 25.000 de ani. A fost găsit și în peștera Altamira și peștera Lascaux. A fost uneori folosit ca o alternativă la cărbunele negru. Bastoane de mangan folosite la desen au fost găsite în siturile ocupate de Neanderthal din Franța și Israel. 
Mai recent, primele date despre picturile rupestre au fost împinse înapoi, mai departe de 35.000 de ani. Mâinile pictate pe pereții de stâncă din Australia pot fi chiar mai vechi, datând încă de acum 50.000 de ani.
Fructele de pădure din genul rubus, cum ar fi murele, au fost o sursă obișnuită de coloranți în antichitate. Vechii egipteni au făcut un fel de vopsea violetă combinând sucul de dud cu struguri verzi zdrobiți. Conform istoricului roman Pliniu cel Bătrân galii foloseau un colorant violet din afine pentru a colora îmbrăcămintea sclavilor. Din acești coloranți se obținea un violet satisfăcător, dar care se decolora rapid în lumina soarelui sau după spălare.

### Evul mediu și Renașterea
Violetul și purpuriul și-au păstrat statutul de culoare a împăraților și a prinților de-a lungul îndelungatei stăpâniri a Imperiului Bizantin.
În timpul Renașterii, violetul a început să fie purtat mai rar de regii și prinții, însă a început să fie purtat de profesorii multor universități noi din Europa. Hainele lor au fost modelate după cele ale clerului și au purtat adesea șepci pătrate și haine violete, sau haine negre cu podoabe violet.
Violetul a jucat, de asemenea, un rol important în picturile religioase ale Renașterii. Îngerii și Fecioara Maria erau adesea înfățișați purtând haine violete. Pictorul florentin din secolul al XV-lea, Cennino Cennini, i-a sfătuit pe artiști: „Dacă doriți să creați o culoare violetă minunată, luați lacca fină și albastru ultramarin (aceeași cantitate a unuia ca și celălalt) ...”. Pentru pictorii de fresce, a recomandat o versiune mai puțin costisitoare, realizată dintr-un amestec de indigo albastru și hematit roșu.

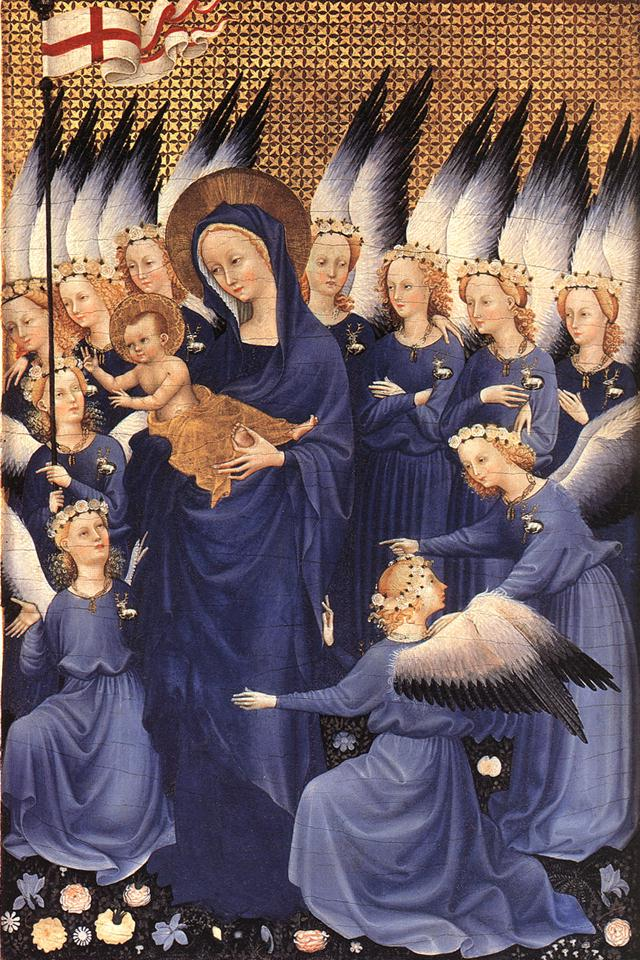
Picură realizată pentru regele Richard al II-lea al Angliei.
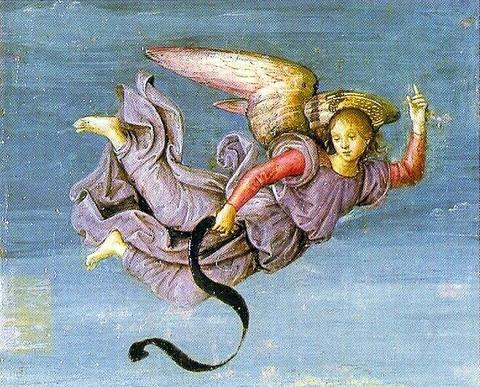
Un înger îmbrăcat violet din Învierea lui Hristos de Rafael (1483-1520).
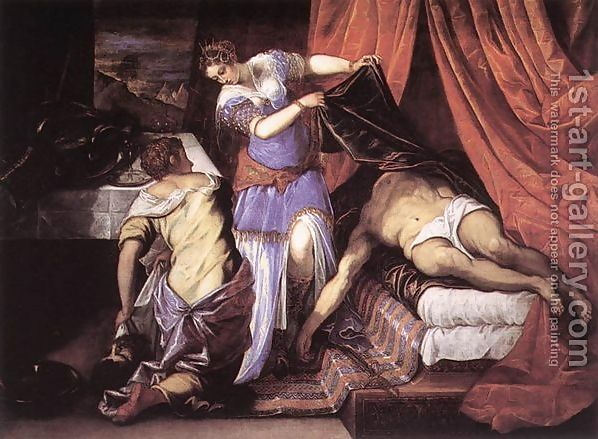
Iudith și Holofernes, de Tintoretto, 1577-1578

### Secolele XVIII și XIX
În secolul al XVIII-lea, violetul era o culoare purtată de regalitate, aristocrați și bogați. Țesăturile violete de bună calitate erau scumpe și nu ajungeau la oamenii obișnuiți.
Mulți pictori ai secolului al XIX-lea au experimentat cu utilizarea culorii violet pentru a capta efectele subtile ale luminii. Eugène Delacroix (1798-1863) a pictat cer violet și l-a folosit în umbrele lucrărilor sale.
Primul violet de cobalt a fost foarte toxic. Deși a persistat în unele linii de vopsea în secolul XX, a fost înlocuit de compuși de cobalt mai puțin toxici, cum ar fi fosfatul de cobalt. Violetul de cobalt a apărut în a doua jumătate a secolului al XIX-lea, lărgind paleta artiștilor. El a fost folosit de  Paul Signac (1863–1935), Claude Monet (1840–1926) și Georges Seurat (1859–1891).
Vincent van Gogh (1853-1890) a fost un student avid al teoriei culorilor. A folosit violet în multe dintre picturile sale din anii 1880, inclusiv picturile lui de iriși și de cer învolburat și misterios și l-a combinat adesea cu culoarea sa complementară, galbenul. În tabloul său Dormitorul din Arles (1888), a folosit mai multe seturi de culori complementare: violet și galben, roșu și verde, portocaliu și albastru.
Într-o scrisoare către fratele său Theo, referindu-se la tabloul el a scris: „Culoarea aici ... ar trebui să sugereze somnul și repausul în general ... Pereții sunt de un violet palid. Podeaua este din dale roșii. Lemnul patului și al scaunelor este un galben de unt proaspăt, pernele de culoare verde-lămâie. Cearșaful stacojiu aprins. Fereastra verde. Masa de pat portocalie. Bolul albastru. Ușile liliac...”.
În 1856, un tânăr chimist britanic pe nume William Henry Perkin încerca să sintetizeze o chinină sintetică. Experimentele sale au produs în schimb un reziduu neașteptat, care s-a dovedit a fi primul colorant sintetic derivat de anilină, o culoare violetă profundă numită moveină sau mauveină sau abreviată mov (colorantul fiind numit după culoarea mai deschisă a florii de nalbă). Folosit pentru vopsirea hainelor, a devenit extrem de la modă printre nobilimea și clasele superioare din Europa, în special după ce regina Victoria a purtat o rochie de mătase vopsită cu moveină la Expoziția Regală din 1862. Înainte de descoperirea lui Perkin, movul era o culoare pe care numai aristocrația și bogații și-o puteau permite. Perkin a dezvoltat un proces industrial, a construit o fabrică și a produs colorantul, astfel încât aproape oricine putea purta mov. A fost primul dintr-o serie de coloranți industriali moderni care au transformat complet atât industria chimică, cât și moda.

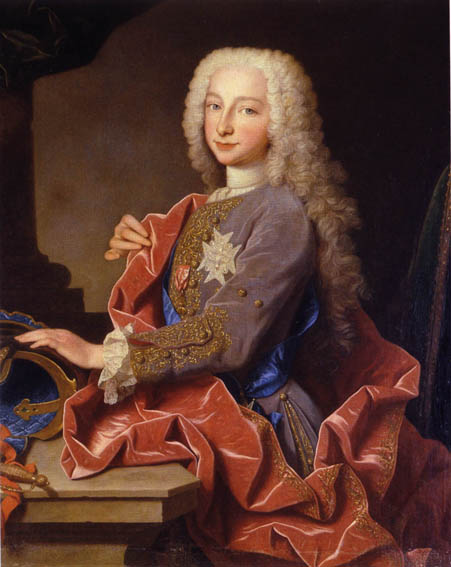
Carol de Bourbon, viitorul rege Carol al III-lea al Spaniei, 1725.
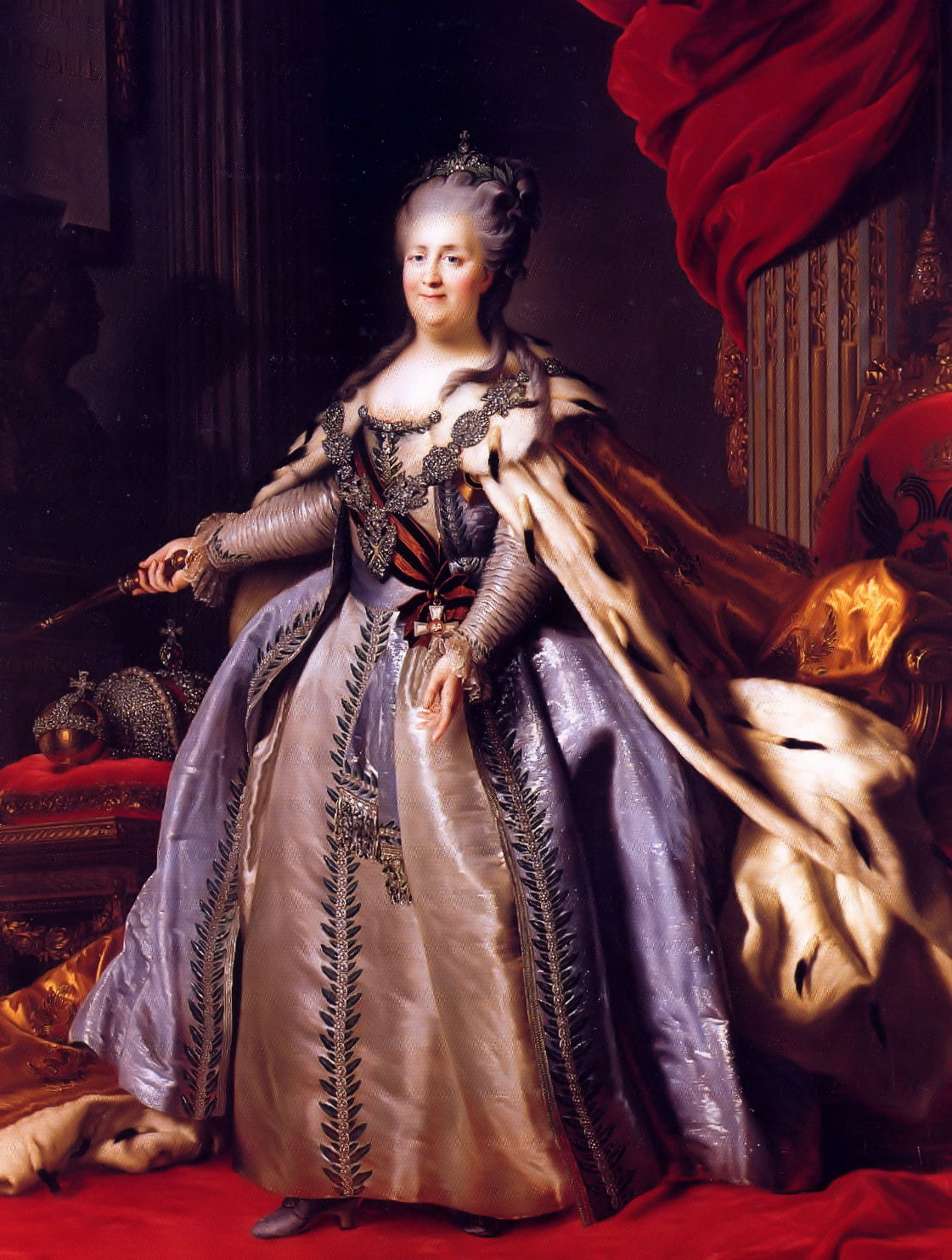
Portret al împărătesei Ecaterina cea Mare a Rusiei, de Fiodor Rokotov.
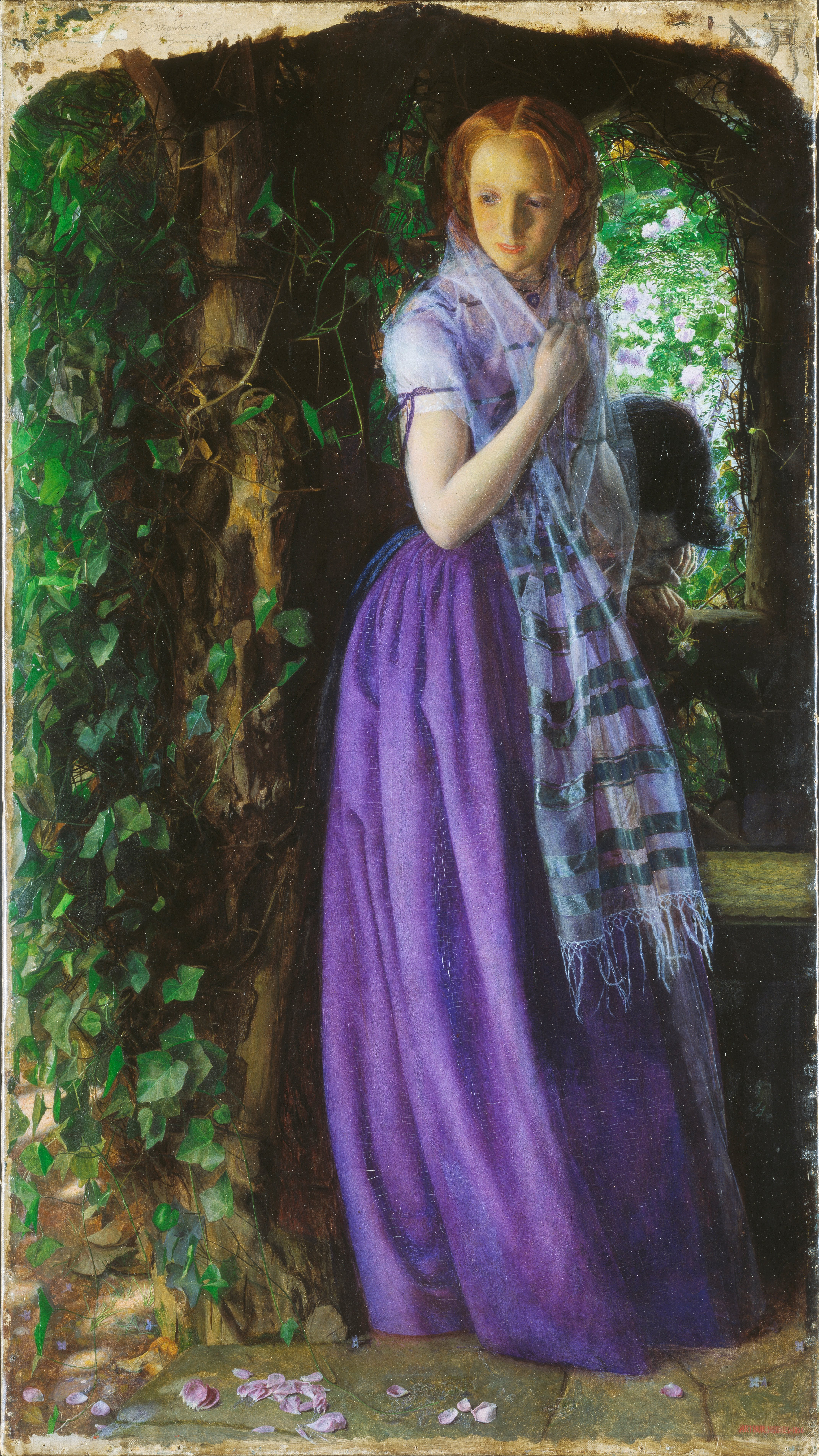
În Anglia, pictori orerafaeliți, precum Arthur Hughes, au fost deosebit de fermecați de violet și purpuriu. April Love, 1856.
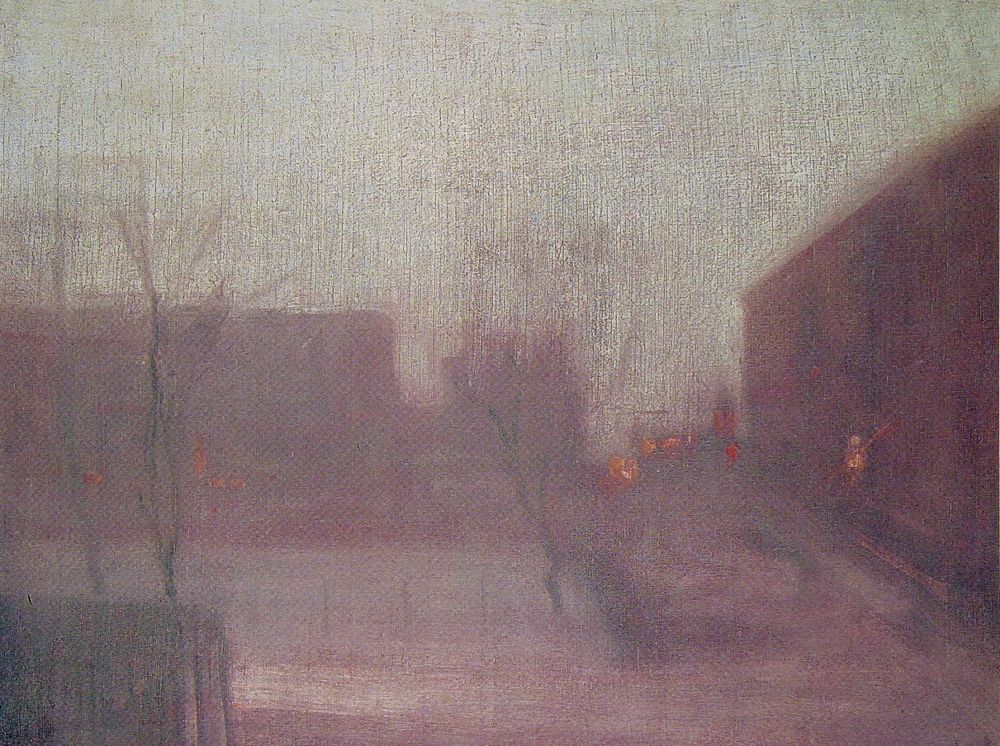
Nocturne: Trafalgar Square Chelsea Snow (1876) de James McNeil Whistler; Whistler a folosit violet pentru a crea o dispoziție de iarnă.
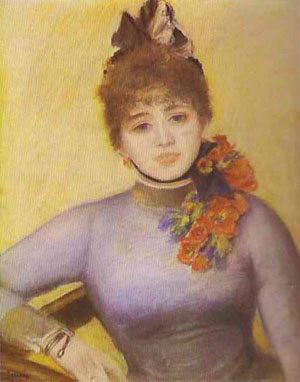
Portret al Caroline Remy de Guebhard, de Pierre-Auguste Renoir.
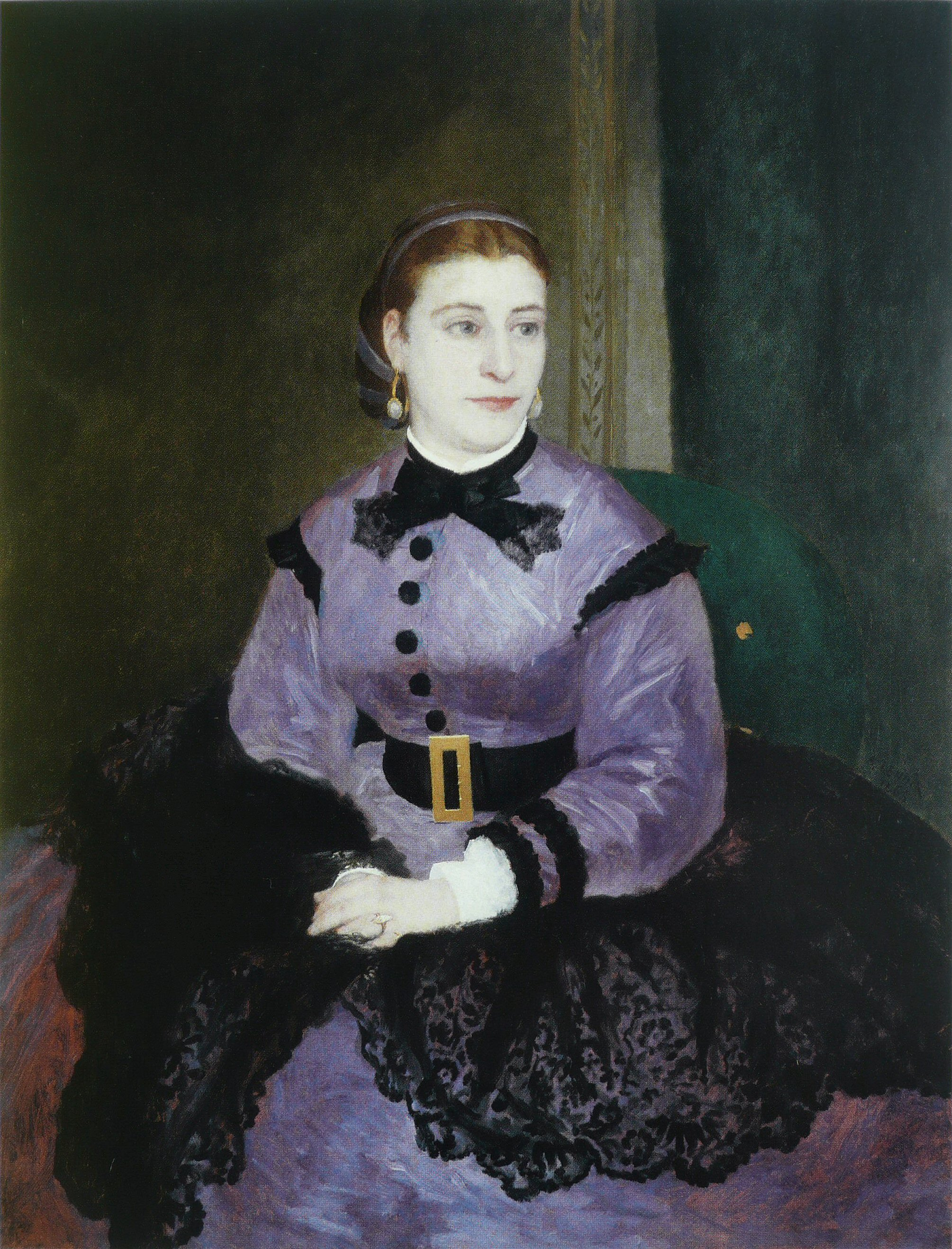
Mademoiselle Sicot de Pierre-Auguste Renoir, 1865
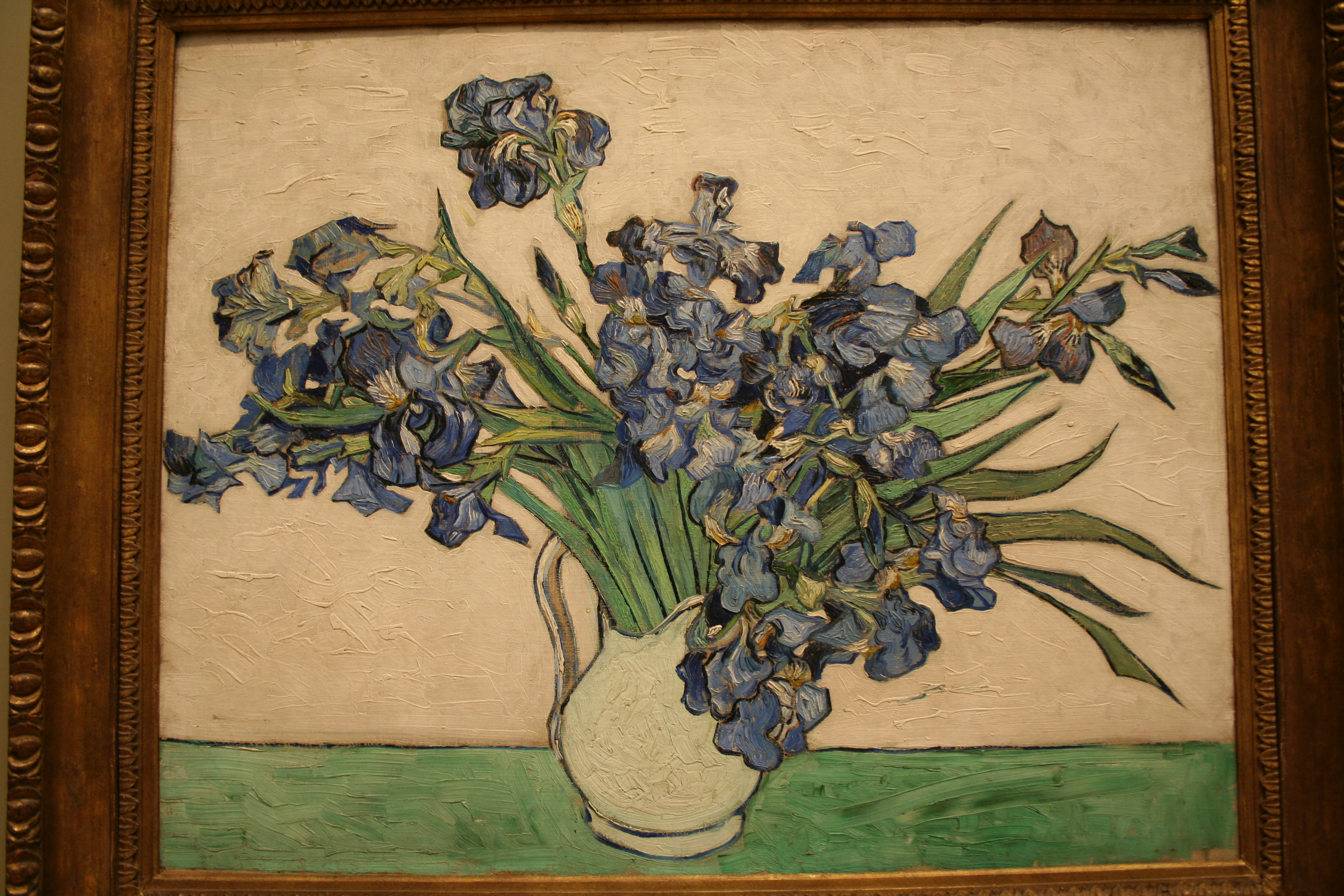
Iriși de Vincent van Gogh (1889), Metropolitan Museum of Art
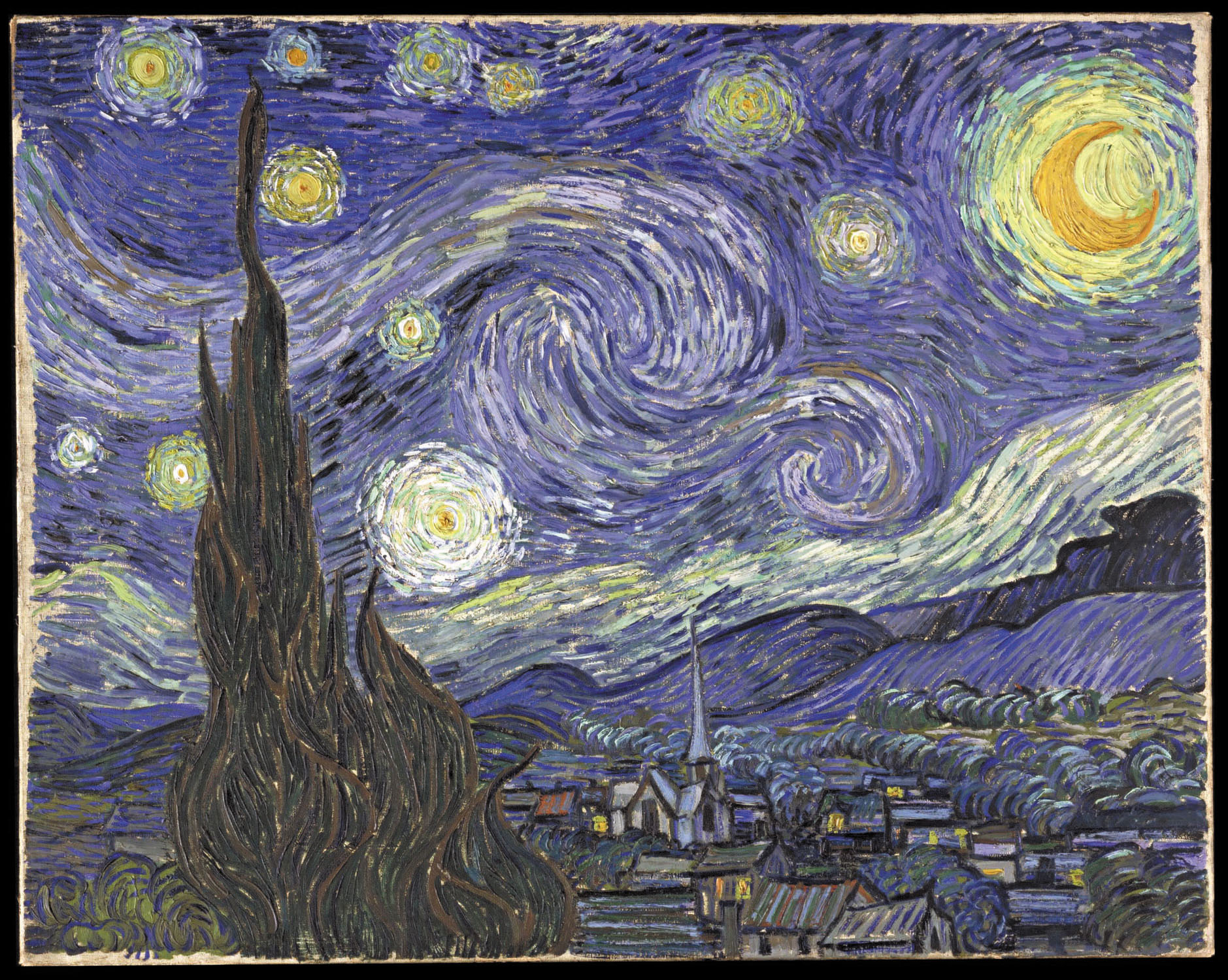
Noapte înstelată, de Vincent van Gogh (1889), Museum of Modern Art.